# Pachnobia iveni
Pachnobia iveni là một loài bướm đêm trong họ Noctuidae.